# İdman Ocağı Spor Kulübü 2014-2015 (pallavolo femminile)
Questa voce raccoglie le informazioni riguardanti l'İdman Ocağı Spor Kulübü nella stagione 2014-2015.

## Organigramma societario
Area direttiva
- Presidente: Mehmet Öz

Area tecnica
- Allenatore: Murat Yedidağ
- Assistente allenatore: Coşkun Karadeniz, Sadık Satıroğlu
- Statistico: Melih Ofluoğlu

## Rosa
| N° | Nome                  | Ruolo | Data di nascita   | Nazionalità sportiva |
| -- | --------------------- | ----- | ----------------- | -------------------- |
| 1  | Wang Yimei            | S     | 11 gennaio 1988   | Cina                 |
| 2  | Deniz Hacıibrahimoğlu | S     | 14 febbraio 1989  | Turchia              |
| 5  | Ergül Avcı            | C     | 24 luglio 1987    | Turchia              |
| 6  | Duygu Sipahioğlu      | C     | 31 ottobre 1979   | Turchia              |
| 7  | Didem Ege             | L     | 31 maggio 1988    | Turchia              |
| 8  | Judith Pietersen      | O     | 3 luglio 1989     | Paesi Bassi          |
| 9  | Tuğçe Hocaoğlu        | P     | 1º luglio 1988    | Turchia              |
| 10 | Necla Güçlü           | L     | 16 settembre 1974 | Turchia              |
| 11 | Sonja Newcombe        | S     | 7 marzo 1988      | Stati Uniti          |
| 12 | Aslıhan Atıkır        | C     | 25 ottobre 1984   | Turchia              |
| 14 | Damla Çakıroğlu       | S     | 22 giugno 1994    | Turchia              |
| 15 | Gülben Şahin          | C     | 2 novembre 1988   | Turchia              |
| 16 | Fulden Ural           | S     | 3 gennaio 1991    | Turchia              |
| 17 | Cansu Aydınoğulları   | P     | 18 febbraio 1992  | Turchia              |
| 18 | Tuğçe Atıcı           | P     | 17 marzo 1989     | Turchia              |

## Mercato
| Acquisti | Acquisti            | Acquisti         | Acquisti   |
| R.       | Nome                | da               | Modalità   |
| -------- | ------------------- | ---------------- | ---------- |
| S        | Wang Yimei          | Eczacıbaşı       | definitivo |
| C        | Ergül Avcı          | Galatasaray      | definitivo |
| O        | Judith Pietersen    | Atom Trefl Sopot | definitivo |
| L        | Necla Güçlü         | inattiva         | definitivo |
| S        | Sonja Newcombe      | Tjumen           | definitivo |
| C        | Aslıhan Atıkır      | İlbank           | definitivo |
| S        | Damla Çakıroğlu     | Sarıyer          | definitivo |
| P        | Cansu Aydınoğulları | Çanakkale        | definitivo |
| P        | Tuğçe Hocaoğlu      | Yeşilyurt        | definitivo |
| C        | Duygu Sipahioğlu    | Bolu             | definitivo |

| Cessioni | Cessioni    | Cessioni       | Cessioni   |
| R.       | Nome        | a              | Modalità   |
| -------- | ----------- | -------------- | ---------- |
| P        | Tuğçe Atıcı | Lokomotiv Baku | definitivo |

## Risultati

### Voleybol 1. Ligi

#### Regular season

##### Andata
| 1ª giornata - 29 ottobre 2014 Başkent Voleybol Salonu, Ankara           | İlbank      | 2 - 3 | İdman Ocağı | 24-26, 21-25, 27-25, 25-19, 10-15 |
| 2ª giornata - 1 novembre 2014 Trabzon 19 Mayıs Spor Salonu, Trebisonda  | İdman Ocağı | 3 - 1 | Yeşilyurt   | 25-13, 17-25, 25-18, 25-23        |
| 3ª giornata - 4 novembre 2014 Burhan Felek Spor Salonu, Istanbul        | Fenerbahçe  | 3 - 0 | İdman Ocağı | 25-21, 25-19, 25-21               |
| 4ª giornata - 8 novembre 2014 Trabzon 19 Mayıs Spor Salonu, Trebisonda  | İdman Ocağı | 3 - 0 | Beşiktaş    | 25-13, 25-23, 25-17               |
| 5ª giornata - 15 novembre 2014 Anafartalar Spor Salonu, Çanakkale       | Çanakkale   | 2 - 3 | İdman Ocağı | 19-25, 23-25, 25-18, 25-15, 15-17 |
| 6ª giornata - 22 novembre 2014 Trabzon 19 Mayıs Spor Salonu, Trebisonda | İdman Ocağı | 3 - 1 | Sarıyer     | 17-25, 25-17, 25-22, 26-24        |
| 7ª giornata - 29 novembre 2014 Burhan Felek Spor Salonu, Istanbul       | Galatasaray | 3 - 0 | İdman Ocağı | 25-18, 25-18, 25-23               |
| 8ª giornata - 2 dicembre 2014 Trabzon 19 Mayıs Spor Salonu, Trebisonda  | İdman Ocağı | 1 - 3 | Nilüfer     | 16-25, 26-24, 22-25, 24-26        |
| 9ª giornata - 6 dicembre 2014 Trabzon 19 Mayıs Spor Salonu, Trebisonda  | İdman Ocağı | 3 - 1 | Bursa BB    | 25-23, 20-25, 25-13, 27-25        |
| 10ª giornata - 14 dicembre 2014 Eczacıbaşı Spor Salonu, Istanbul        | Eczacıbaşı  | 3 - 0 | İdman Ocağı | 25-21, 25-18, 25-13               |
| 11ª giornata - 20 dicembre 2014 Beşikdüzü Spor Salonu, Trebisonda       | İdman Ocağı | 0 - 3 | VakıfBank   | 12-25, 19-25, 23-25               |

##### Ritorno
| 12ª giornata - 11 gennaio 2015 Trabzon 19 Mayıs Spor Salonu, Trebisonda        | İdman Ocağı | 3 - 1 | İlbank      | 25-18, 25-16, 22-25, 25-16       |
| 13ª giornata - 18 gennaio 2015 Yeşilyurt Spor Salonu, Istanbul                 | Yeşilyurt   | 1 - 3 | İdman Ocağı | 25-23, 15-25, 16-25, 18-25       |
| 14ª giornata - 25 gennaio 2015 Trabzon 19 Mayıs Spor Salonu, Trebisonda        | İdman Ocağı | 1 - 3 | Fenerbahçe  | 19-25, 15-25, 27-25, 24-26       |
| 15ª giornata - 31 gennaio 2015 BJK Akatlar Arena, Istanbul                     | Beşiktaş    | 3 - 2 | İdman Ocağı | 25-19, 26-28, 25-21, 18-25, 15-9 |
| 16ª giornata - 8 febbraio 2015 Beşikdüzü Spor Salonu, Trebisonda               | İdman Ocağı | 3 - 0 | Çanakkale   | 27-25, 25-14, 25-21              |
| 17ª giornata - 15 febbraio 2015 Bahçeköy Orman Fakültesi Spor Salonu, Istanbul | Sarıyer     | 3 - 0 | İdman Ocağı | 25-23, 25-21, 25-19              |
| 18ª giornata - 21 febbraio 2015 Trabzon 19 Mayıs Spor Salonu, Trebisonda       | İdman Ocağı | 1 - 3 | Galatasaray | 18-25, 25-18, 19-25, 20-25       |
| 19ª giornata - 1 marzo 2015 Cengiz Göllü Kapalı Spor Salonu, Bursa             | Nilüfer     | 1 - 3 | İdman Ocağı | 25-21, 23-25, 20-25, 19-25       |
| 20ª giornata - 8 marzo 2015 Cengiz Göllü Kapalı Spor Salonu, Bursa             | Bursa BB    | 3 - 0 | İdman Ocağı | 25-16, 25-23, 25-17              |
| 21ª giornata - 15 marzo 2015 Trabzon 19 Mayıs Spor Salonu, Trebisonda          | İdman Ocağı | 1 - 3 | Eczacıbaşı  | 23-25, 25-18, 23-25, 17-25       |
| 22ª giornata - 22 marzo 2015 Burhan Felek Spor Salonu, Istanbul                | VakıfBank   | 3 - 0 | İdman Ocağı | 25-18, 25-18, 25-17              |

#### Play-off scudetto
| Quarti di finale (gara 1) - 15 aprile 2015 Yomra Spor Salonu, Trebisonda      | İdman Ocağı | 1 - 3 | VakıfBank   | 13-25, 17-25, 29-27, 21-25 |
| Quarti di finale (gara 2) - 18 aprile 2015 Burhan Felek Spor Salonu, Istanbul | VakıfBank   | 3 - 0 | İdman Ocağı | 25-11, 25-16, 25-11        |

#### Play-off 5º posto
| Final four (gara 1) - 24 aprile 2015 Antalya Atatürk Spor Salonu, Antalya | Nilüfer     | 2 - 3 | İdman Ocağı | 25-23, 17-25, 16-25, 25-22, 6-15  |
| Final four (gara 2) - 25 aprile 2015 Antalya Atatürk Spor Salonu, Antalya | İdman Ocağı | 0 - 3 | Bursa BB    | 23-25, 20-25, 20-25               |
| Final four (gara 3) - 26 aprile 2015 Antalya Atatürk Spor Salonu, Antalya | Sarıyer     | 0 - 3 | İdman Ocağı | 21-25, 17-25, 16-25               |
| Final four (gara 4) - 1 maggio 2015 Antalya Atatürk Spor Salonu, Antalya  | İdman Ocağı | 3 - 0 | Sarıyer     | 25-21, 25-20, 25-23               |
| Final four (gara 5) - 2 maggio 2015 Antalya Atatürk Spor Salonu, Antalya  | Bursa BB    | 2 - 3 | İdman Ocağı | 23-25, 25-23, 26-28, 25-19, 11-15 |
| Final four (gara 6) - 3 maggio 2015 Antalya Atatürk Spor Salonu, Antalya  | İdman Ocağı | 1 - 3 | Nilüfer     | 25-23, 21-25, 18-25, 21-25        |

### Coppa di Turchia

#### Fase a eliminazione diretta
| Quarti di finale (andata) - 19 novembre 2014 Trabzon 19 Mayıs Spor Salonu, Trebisonda | İdman Ocağı | 0 - 3 | Eczacıbaşı  | 10-25, 15-25, 13-25 |
| Quarti di finale (ritorno) - 25 febbraio 2015 Eczacıbaşı Spor Salonu, Istanbul        | Eczacıbaşı  | 3 - 0 | İdman Ocağı | 25-12, 25-18, 25-23 |

## Statistiche

### Statistiche di squadra
| Competizione     | Punti | In casa | In casa | In casa | In trasferta | In trasferta | In trasferta | Totale | Totale | Totale |
| Competizione     | Punti | G       | V       | P       | G            | V            | P            | G      | V      | P      |
| ---------------- | ----- | ------- | ------- | ------- | ------------ | ------------ | ------------ | ------ | ------ | ------ |
| Voleybol 1. Ligi | 29,4  | 12      | 6       | 6       | 12           | 4            | 8            | 30     | 14     | 14     |
| Coppa di Turchia | -     | 1       | 0       | 1       | 1            | 0            | 1            | 2      | 0      | 2      |
| Totale           | -     | 13      | 6       | 7       | 13           | 4            | 9            | 32     | 14     | 16     |

G = partite giocate; V = partite vinte; P = partite perse

### Statistiche dei giocatori
| Giocatore          | Campionato | Campionato | Campionato | Campionato | Campionato | Coppa di Turchia | Coppa di Turchia | Coppa di Turchia | Coppa di Turchia | Coppa di Turchia | Totale | Totale | Totale | Totale | Totale |
| Giocatore          | P          | PT         | AV         | MV         | BV         | P                | PT               | AV               | MV               | BV               | P      | PT     | AV     | MV     | BV     |
| ------------------ | ---------- | ---------- | ---------- | ---------- | ---------- | ---------------- | ---------------- | ---------------- | ---------------- | ---------------- | ------ | ------ | ------ | ------ | ------ |
| T. Atıcı           | 4          | 1          | 1          | 0          | 0          | 0                | 0                | 0                | 0                | 0                | 4      | 1      | 1      | 0      | 0      |
| A. Atıkır          | 11         | 51         | 26         | 21         | 4          | 1                | 1                | 1                | 0                | 0                | 12     | 52     | 27     | 21     | 4      |
| E. Avcı            | 30         | 257        | 182        | 59         | 16         | 2                | 10               | 7                | 3                | 0                | 32     | 267    | 189    | 62     | 16     |
| C. Aydınoğulları   | 30         | 60         | 24         | 17         | 19         | 1                | 1                | 1                | 0                | 0                | 31     | 61     | 25     | 17     | 19     |
| D. Çakıroğlu       | 21         | 41         | 29         | 10         | 2          | 2                | 12               | 9                | 3                | 0                | 23     | 53     | 38     | 13     | 2      |
| D. Ege             | 16         | 1          | 1          | 0          | 0          | 2                | 0                | 0                | 0                | 0                | 18     | 1      | 1      | 0      | 0      |
| N. Güçlü           | 28         | 1          | 1          | 0          | 0          | 2                | 0                | 0                | 0                | 0                | 30     | 1      | 1      | 0      | 0      |
| D. Hacıibrahimoğlu | 25         | 11         | 8          | 2          | 1          | 2                | 8                | 8                | 0                | 0                | 27     | 19     | 16     | 2      | 1      |
| T. Hocaoğlu        | 22         | 39         | 11         | 11         | 17         | 1                | 2                | 2                | 0                | 0                | 23     | 41     | 13     | 11     | 17     |
| S. Newcombe        | 30         | 364        | 283        | 45         | 36         | 1                | 5                | 4                | 1                | 0                | 31     | 369    | 287    | 46     | 36     |
| J. Pietersen       | 29         | 450        | 401        | 31         | 18         | 2                | 6                | 5                | 1                | 0                | 31     | 456    | 406    | 32     | 18     |
| G. Şahin           | 11         | 4          | 3          | 1          | 0          | 2                | 3                | 2                | 0                | 1                | 13     | 7      | 5      | 1      | 1      |
| D. Sipahioğlu      | 19         | 87         | 62         | 20         | 5          | 1                | 1                | 1                | 0                | 0                | 20     | 88     | 63     | 20     | 5      |
| F. Ural            | 9          | 2          | 2          | 0          | 0          | 2                | 3                | 2                | 1                | 0                | 11     | 5      | 4      | 1      | 0      |
| Wang Y.            | 30         | 354        | 288        | 31         | 35         | 2                | 13               | 11               | 1                | 1                | 32     | 367    | 299    | 32     | 36     |

P = presenze; PT = punti totali; AV = attacchi vincenti; MV = muri vincenti; BV = battute vincenti